# 勒烏塞尼鄉
47°33′N 27°13′E / 47.550°N 27.217°E
勒烏塞尼鄉（羅馬尼亞語：Comuna Răuseni, Botoșani），是羅馬尼亞的鄉份，位於該國東北部，由博托沙尼縣負責管轄，面積51平方公里，海拔高度60米，2007年人口3,091，人口密度每平方公里61人。